# Junction Knob
Der Junction Knob (frei übersetzt Verbindungsknopf) ist ein kleiner Berggipfel an der Nahtstelle zwischen dem Odin-Gletscher und dem Alberich-Gletscher.
Sein deskriptiven Namen in Bezug auf äußeres Erscheinungsbild und Standort erhielt er durch das New Zealand Antarctic Place-Names Committee.